# أريك لونغ
أريك لونغ (بالإنجليزية: Aric Long)‏ هو منافس ألعاب قوى أمريكي، ولد في 15 أبريل 1970 في إيست ليفربول في الولايات المتحدة.

## وصلات خارجية
- أريك لونغ على موقع الاتحاد الدولي لألعاب القوى (الإنجليزية)
- أريك لونغ على موقع أوليمبيديا (الإنجليزية)